# Novum et insigne opus musicum
Novum et insigne opus musicum ist eine zweiteilige Liedersammlung, die vom Verleger Hans Ott 1537 und 1538 in Nürnberg herausgegeben und bei Hieronymus Formschneider gedruckt wurde.
Die Sammlungen umfassen vier- bis sechsstimmige Motetten und gelten als frühes Beispiel für die Publikation geistlicher Musik in Deutschland. In den Sammlungen sind unter anderem Werke von Josquin Desprez, Ludwig Senfl, Nicolas Gombert, Adrian Willaert, Heinrich Isaac, Philippe Verdelot, Arnold von Bruck und Leonhard Paminger vertreten.
Im Vorwort wird besonders das Miserere von Josquin Desprez hervorgehoben, da es besser als andere Lieder den Psalmtext zu verstehen lehre. Es wird auch eine Veröffentlichung von Isaacs Choralis Constantinus angekündigt, die dann aber erst 1550/55 stattfand.